# Степанівка (зупинний пункт)
Степа́нівка — пасажирський залізничний зупинний пункт Конотопської дирекції Південно-Західної залізниці на лінії Ворожба — Конотоп.
Розташований неподалік від села Степанівка Буринської громади Сумської області між станціями Путивль (10 км) та Путійська (7 км).
На платформі зупиняються приміські електропоїзди.